# 朗科涅
朗科涅（法語：Rancogne，法語發音：[ʁɑ̃kɔɲ]）是法国夏朗德省的一个旧市镇，属于昂古莱姆区。该旧市镇总面积12.52平方公里，2009年时的人口为364人。

## 人口
朗科涅人口变化图示